# Сокол (Речицкий район)
Сокол (бел. Сокал) — упразднённый посёлок в Заспенском сельсовете Речицкого района Гомельской области Беларуси.

## География

### Расположение
В 24 км на юг от районного центра и железнодорожной станции Речица (на линии Гомель — Калинковичи), 74 км от Гомеля.

## Транспортная сеть
Транспортные связи по просёлочной, затем автомобильной дороге Лоев — Речица. Застройка деревянная усадебного типа.

## История
Основан в начале 1920-х годов на бывших помещичьих землях переселенцами из соседних деревень. В 1931 году организован колхоз. Согласно переписи 1959 года в составе колхоза имени С. М. Кирова (центр — деревня Свиридовичи).
До 31 октября 2006 года в составе Свиридовичского сельсовета.
13 марта 2015 года посёлок упразднён.

## Население

### Численность
- 2004 год — 2 хозяйства, 2 жителя.

### Динамика
- 1930 год — 7 дворов, 39 жителей.
- 1959 год — 49 жителей (согласно переписи).
- 2004 год — 2 хозяйства, 2 жителя.